# Marco Benefial
Marco Benefial (ur. 25 kwietnia 1684 w Rzymie, zm. 9 kwietnia 1764 tamże) – włoski malarz aktywny głównie w Rzymie, prekursor stylu neoklasycznego.
Szkolił się w Rzymie pod kierunkiem włoskiego malarza Bonaventury Lamberti, którego klasyczno-barokowy styl istotnie wpłynął na twórczość Benafiela. Od 1702 zaczął realizować kościelne zamówienia w Rzymie i w regionie Marche (Męczeństwo św. Saturnina dla Bazyliki świętych Jana i Pawła oraz Jonasz dla Bazyliki św. Jana na Lateranie). W latach 20. XVIII w. namalował serię obrazów dla Katedry w Monreale i Katedry w Viterbo oraz freski w kaplicy Bazyliki Matki Bożej Ołtarza Niebiańskiego.
Kiedy jeden z jego obrazów został odrzucony na wystawie w Panteonie w 1703, Benefial wystawił go w oknie aptekarza. W 1720 zaprotestował przeciwko dekretowi papieża Klemensa XI, na mocy którego tylko członkowie Akademii Świętego Łukasza mogli nauczać rysunku – decyzja została odwołana. W wieku 57 lat został wybrany członkiem Akademii, gdzie krytykował przeciętność i ignorancję innych członków, przez co został wyrzucony w 1755.
Benefial odrzucał dominujący w Rzymie styl późnobarokowy i rokoko. W swoich dziełach sięgał do malarstwa Annibale Carracci i Rafaela. Jego twórczość ostatecznie rozwinęła się w kierunku surowego realizmu. Obok fresków i dzieł ołtarzowych malował liczne portrety. Jego obrazy często były błędnie identyfikowane. Jego uczniami byli Marcello Bacciarelli, Anton Raphael Mengs i Pompeo Batoni.